# Brut
Brut (c. 1190-1215), también conocido como La crónica de Britania (The Chronicle of Britain), es un poema en inglés medio compilado y reelaborado por el clérigo inglés Layamon. Se incluye en los manuscritos «Cotton Caligula A.ix», escrito en el primer cuarto del siglo XIII, y en el «Cotton Otho C.xiii», unos cincuenta años posterior. La segunda versión es más breve que la primera, que tiene 16 095 versos. Ambos manuscritos se encuentran hoy en el Museo Británico.

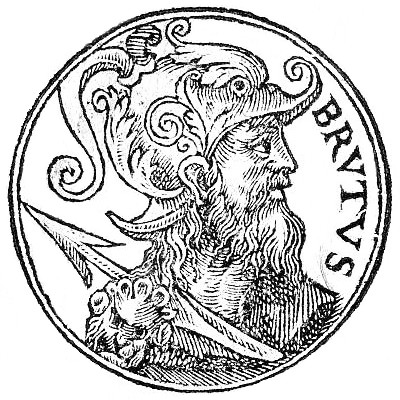
Representación renacentista de Bruto de Troya, el mítico rey de Britania que da nombre al poema.

Brut narra la historia de Britania, y es la primera historiografía escrita en inglés desde la Crónica anglosajona. Su nombre viene del fundador mítico de Britania, Bruto de Troya. Bebe ampliamente del anglo-normando Roman de Brut de Wace, que a su vez se inspira en la latina Historia Regum Britanniae de Godofredo de Monmouth, aunque es más extenso que ambos e incluye una detallada sección de la vida y hechos del rey Arturo. La métrica es el verso aliterativo típico de la poesía en inglés medio de los rapsodas ambulantes, con las dos mitades de las líneas aliteradas ligadas a menudo tanto por rima como por aliteración.

## Lenguaje y estilo
La versificación del Brut ha demostrado ser extremadamente difícil de caracterizar. Escrito en un estilo aliterado disperso, que esporádicamente despliega rima, así como por una cesura entre los hemistiquios de una línea, es tal vez más cercano a la prosa rítmica de Aelfrico de Eynsham que al verso, sobre todo en comparación con los últimos escritos aliterativos, como Sir Gawain y el Caballero Verde o Piers Plowman. El verso aliterativo de Layamon es difícil de analizar porque evita los estilos más formales de los poetas posteriores.
El inglés medio de Layamon incluye ocasionalmente moderno anglo-normando: el académico Roger Loomis ha contabilizado 150 palabras derivadas del anglo-normando en sus 16 000 largos versos. Su lenguaje es también notable por su abundante vocabulario anglosajón; formas sajonas deliberadamente arcaicas pintorescas incluso para los estándares anglosajones. Las imitaciones en el Brut de ciertos rasgos estilísticos y prosódicos del verso aliterativo en inglés antiguo muestran un gran conocimiento e interés en la preservación de sus convenciones.
El Brut de Layamon es uno de los mejores ejemplos existentes de los comienzos del inglés medio. Durante una época en la historia del inglés en la que la prosa y la poesía se componían principalmente en francés, Layamon escribió en inglés a su analfabeta y empobrecida audiencia religiosa de Worcestershire. En 1216, más o menos en la época en que Layamon escribió su Brut, el rey Enrique III de Inglaterra subió al trono. Enrique se consideraba como un inglés, por encima de cualquier otra nacionalidad, a diferencia de muchos de sus predecesores recientes, y alejó su reino de los dialectos del francés antiguo que habían dominado la alta cultura del país. Varios pasajes originales en el poema —por lo menos de acuerdo con los conocimientos actuales de los textos medievales existentes— sugieren que Layamon estaba interesado en forjar la historia de los britanos como el pueblo «que primero poseyó la tierra de los ingleses».

## Manuscritos y ediciones
Se conocen dos copias manuscritas del poema, una en el manuscrito «Cotton Caligula A.ix», que data del tercer cuarto del siglo XIII, y otra en el «Cotton Otho C.xiii», copiado unos cincuenta años más tarde (aunque el texto subsistente, dañado, es más breve). Ambos manuscritos se encuentran hoy en el Museo Británico.
La edición contemporánea más autorizada del Brut es la publicada en texto paralelo por Brook y Leslie. Incluye las versiones de los manuscritos «Caligula» y «Otho» en caras adyacentes. Publicada por la Early English Text Society, su primer volumen vio la luz en 1963 y el segundo en 1978.